# D.P.
Pour les articles homonymes, voir DP.
 (novembre 2021).
La mise en forme du texte ne suit pas les recommandations de Wikipédia : il faut le « wikifier ».
Les points d'amélioration suivants sont les cas les plus fréquents. Le détail des points à revoir est peut-être précisé sur la page de discussion.
- Les titres sont pré-formatés par le logiciel. Ils ne sont ni en capitales, ni en gras.
- Le texte ne doit pas être écrit en capitales (les noms de famille non plus), ni en gras, ni en italique, ni en « petit »…
- Le gras n'est utilisé que pour surligner le titre de l'article dans l'introduction, une seule fois.
- L'italique est rarement utilisé : mots en langue étrangère, titres d'œuvres, noms de bateaux, etc.
- Les citations ne sont pas en italique mais en corps de texte normal. Elles sont entourées par des guillemets français : « et ».
- Les listes à puces sont à éviter, des paragraphes rédigés étant largement préférés. Les tableaux sont à réserver à la présentation de données structurées (résultats, etc.).
- Les appels de note de bas de page (petits chiffres en exposant, introduits par l'outil «  Source ») sont à placer entre la fin de phrase et le point final[comme ça].
- Les liens internes (vers d'autres articles de Wikipédia) sont à choisir avec parcimonie. Créez des liens vers des articles approfondissant le sujet. Les termes génériques sans rapport avec le sujet sont à éviter, ainsi que les répétitions de liens vers un même terme.
- Les liens externes sont à placer uniquement dans une section « Liens externes », à la fin de l'article. Ces liens sont à choisir avec parcimonie suivant les règles définies. Si un lien sert de source à l'article, son insertion dans le texte est à faire par les notes de bas de page.
- La présentation des références doit suivre les conventions bibliographiques. Il est recommandé d'utiliser les modèles {{Ouvrage}}, {{Chapitre}}, {{Article}}, {{Lien web}} et/ou {{Bibliographie}}. Le mode d'édition visuel peut mettre en forme automatiquement les références.
- Insérer une infobox (cadre d'informations à droite) n'est pas obligatoire pour parachever la mise en page.

Pour une aide détaillée, merci de consulter Aide:Wikification.
Si vous pensez que ces points ont été résolus, vous pouvez retirer ce bandeau et améliorer la mise en forme d'un autre article.
D.P. (acronyme de Deserter Pursuit), est une série télévisée sud-coréenne réalisée par Han Jun-hee, basée sur le webtoon DP Dog's Day de Kim Bo-tong,. Elle a été diffusée sur Netflix le 27 août 2021 en 6 épisodes,.

## Synopsis
L'histoire se déroule en 2014 et suit le parcours d'une équipe de la police militaire de l'armée sud-coréenne qui a pour mission d'attraper des déserteurs.
La série souligne la défiance envers l'armée, spécifiquement dans un contexte sud-coréen. L'intimidation et le harcèlement ainsi que la mentalité de « survie du plus fort » sont légion. Ceux qui sont présumés les « plus faibles » sont rejetés et écrasés et subissent des expériences horribles aux mains de leurs supérieurs et de leurs compatriotes.
Le soldat Ahn Joon-ho et le caporal Han Ho-yul forment tous deux une équipe pour trouver les déserteurs et commencent un voyage périlleux, souvent tiraillés entre la sympathie et la compréhension qu'ils éprouvent pour les déserteurs et leur devoir de les ramener malgré la dure réalité.

## Distribution

### Personnages principaux
- Jung Hae-in : soldat Ahn Joon-ho
- Koo Kyo-hwan : caporal Han Ho-yul
- Kim Sung-kyun : sergent chef Park Bum-gu
- Son Seok-koo : capitaine Im Ji-sup

### Autres
- Jo Hyun-chul : Jo Suk-bong
- Shin Seung-ho : Hwang Jang-soo
- Park Se-joon : Heo Ki-young
- Park Jung-woo : Shin Woo-suk
- Kim Dong-young : Choi Joon-mok
- Lee Jun-young : Jung Hyun-min
- Choi Joon-young : Heo Chi-do
- Moon Sang-hoon : Kim Roo-ri
- Hyun Bong-sik : Chun Yong-duk
- Hong Kyung : Ryu Yi-kang
- Bae Yoo-ram : Kim Kyu
- Han Woo-yul : Tae Sung-gon

### Invités
- Go Kyung-pyo : caporal Park Sung-woo (Ep. 1)
- Kwon Hae-hyo: père d'Ahn Joon-ho (Eps. 1, 3-4)
- Lee Seol : sœur de Shin Woo-seok (Eps. 1 & 6)
- Lee Joong-ok : employé hanjeungmak (Ep. 2)
- Won Ji-an : Moon Young-ok (Ep.3) [5]

## Épisodes
| Num. | Titre                          | Dirigé par  | Rédigé par                | Date de sortie originale |
| ---- | ------------------------------ | ----------- | ------------------------- | ------------------------ |
| 1    | « Un homme tenant des fleurs » | Han Jun-hee | Kim Bo-tong & Han Jun-hee | 27 Août 2021             |
| 2    | « Rêve éveillé »               | Han Jun-hee | Kim Bo-tong & Han Jun-hee | 27 Août 2021             |
| 3    | « Cette femme »                | Han Jun hee | Kim Bo-tong & Han Jun-hee | 27 Août 2021             |
| 4    | « Le problème de Monty Hall »  | Han Jun-hee | Kim Bo-tong & Han Jun-hee | 27 Août 2021             |
| 5    | « Chien de guerre »            | Han Jun-hee | Kim Bo-tong & Han Jun-hee | 27 Août 2021             |
| 6    | « Curieux »                    | Han Jun-hee | Kim Bo-tong & Han Jun-hee | 27 Août 2021             |

## Production

### Développement
En juin 2020, Lezhin comics annonce que Lezhin Studio et Homemade Film vont coproduire une adaptation du webtoon à succès DP: Dog Days de Kim Bo-tong, diffusée exclusivement via Netflix ,. L'histoire est basée sur la propre expérience de Kim pendant son service militaire obligatoire.
Le directeur et co-auteur Han Jun-hee souhaitait travailler sur l'adaptation du webtoon « depuis Il décide de cinq ou six ans avant d'avoir enfin l'opportunité de le faire »[Quoi ?]. Il décide de modifier le statut du personnage de Ahn Joon-ho, qui passe de caporal à simple soldat afin que les gens puissent s'identifier plus facilement à lui et le considérer comme une sorte d'ami qui aurait commencé son service militaire.

### Attribution des rôles
Le 3 septembre 2020, Jung Hae-in, Koo Kyo-hwan, Kim Sung-kyun et Son Seok-koo sont confirmés pour les rôles principaux dans la série. Le personnage de Koo n'apparaît pas dans le webtoon. Le directeur avoue qu'il trouve « difficile mais excitant de représenter un personnage exclusif à la série ». Pour se préparer à son rôle, Koo reçoit l'aide de son road manager qui faisait partie de l'équipe DP pendant son service militaire. Quant à Jung, il pratique la boxe pendant trois mois avant le début du tournage, afin de jouer ses propres scènes d'action.
Kim Bo-tong, auteur du webtoon et co-auteur de la série, déclare qu'il « n'avait jamais rêvé d'un tel casting. Ils s'intègrent si parfaitement dans leurs rôles qu'il semble qu'ils ont été écrits pour eux ».

### Tournage
Le tournage principal a eu lieu à l'été 2020.

## Accueil

### Accueil du public
À la suite de sa sortie, la série atteint le sommet du Top 10 des séries Netflix en Corée du Sud.

### Accueil critique
William Schwartz de HanCinema fait l'éloge du personnage de l'acteur Jung Hae-in, précisant qu'il « est sublime ici, dans un rôle cinématographique maussade, radicalement différent des rôles romantiques pour lesquels il s'était fait connaître ». Il ajoute que « DP mérite d'être regardé, non seulement par des gens curieux de découvrir à quoi ressemble vraiment le service militaire obligatoire sud-coréen, mais par toute personne de n'importe quel pays qui envisage sérieusement de s'enrôler ».
Pierce Conran du South China Morning Post attribue à la série une évaluation de 4,5/5, mentionnant que « DP fonctionne grâce à une histoire qui est pertinente au passé et au présent, montrant que les problèmes d'hier peuvent toujours être ceux d'aujourd'hui ». Il fait également l'éloge de la cinématographie ainsi que de la relation intime entre Jung et Koo. Daniel Hart de Ready Steady Cut donne à la série une évaluation de 4,5/5 et la considère comme « la meilleure mini-série coréenne de l'année 2021 ».
Greg Wheeler de The Review Geek donne à la série une note de 4,3/5. Il avoue que « DP est une série coréenne époustouflante qui met l'accent sur le harcèlement et ses effets sur la psychologie de l'être humain. Elle dévoile également la réalité cachée du service militaire obligatoire en Corée du sud ». Il fait aussi l'éloge de la cinématographie « impressionnante » et de la façon dont elle « explore un sujet très sensible d'une manière brute et artistique ».
Dans une critique mitigée, Hidzir Junaini de NME attribue une évaluation de 3/5. Il ajoute que « Kim Bo-tong et Han Jun-hee doivent être salués pour la façon dont cette série aborde un sujet aussi extraordinairement difficile et tragique avec compassion et sensibilité », et apprécie « les performances uniformément excellentes, la cinématographie splendide, le rythme addictif et le choix intrépide de mettre le projecteur sur la culture épouvantable de l'intimidation dans l'armée ». Mais il critique également la « faible caractérisation des trois principaux protagonistes » ainsi que « l'escalade ridicule des événements pendant son climax, qui transforme brusquement une série assez ancrée en un thriller d'action mélodramatique ».

## Suite éventuelle
Le 1er septembre 2021, Jung Hae-in révèle lors d'une interview qu'il « est impatient pour la saison 2 de la série, et que le directeur et le scénariste ont déjà commencé à écrire le scénario ». Cependant, Netflix n'a pas encore renouvelé officiellement la série.